# Cape St. Claire (Maryland)
Cape St. Claire é uma Região censo-designada localizada no estado americano de Maryland, no Condado de Anne Arundel.

## Demografia
Segundo o censo americano de 2000, a sua população era de 8022 habitantes.

## Geografia
De acordo com o United States Census Bureau tem uma área de
6,6 km², dos quais 5,1 km² cobertos por terra e 1,5 km² cobertos por água. De CDP Cape St. Claire omvat de gemeenschappen Atlantis, Walnut Ridge, Green Holly, e St. Claire Court

## Localidades na vizinhança
O diagrama seguinte representa as localidades num raio de 12 km ao redor de Cape St. Claire.